# Cimitero di Green-Wood
Il cimitero di Green-Wood è il cimitero comunale e monumentale di New York situato nella Contea di Kings, nei pressi della zona di Brooklyn. Contiene oltre 600 000 tombe che occupano una superficie di circa 2 km quadrati. Costruito grazie ad un'idea di Henry Pierrepoint, già a partire dal 1850 divenne anche una attrazione turistica della città di New York. Il cimitero è attualmente ancora aperto alla tumulazione di nuove salme.

## Personalità sepolte a Green-Wood
Lista non esaustiva
- Jean-Michel Basquiat (1960-1988), pittore
- Leonard Bernstein (1918-1990), compositore, pianista e direttore d'orchestra
- Thomas D. Rice (1808-1860), cabarettista
- DeWitt Clinton (1769-1828), sindaco di New York
- William S. Hart (1864-1946), attore e regista
- Louisine Havemeyer (1855-1929), filantropa e femminista
- Philip A. Herfort (1851-1921), violinista e direttore d'orchestra tedesco
- Leonard Jerome (1817-1891), nonno di Winston Churchill
- Louis Moreau Gottschalk (1829-1869), compositore e pianista
- Lola Montez (1821-1861), danzatrice, avventuriera e attrice teatrale irlandese
- Frank Morgan (1890-1949), attore
- Samuel Morse (1791-1872), pittore, inventore e storico (inventore del telegrafo)
- Eunice Newton Foote (1819-1888), scienziata e attivista
- Napoleon Sarony (1821 - 1896), fotografo e litografo
- Pop Smoke (1999-2020), rapper
- Henry Steinway (1797-1871), pianista, imprenditore e costruttore di pianoforti tedesco (fondatore di Steinway & Sons)
- Louis Comfort Tiffany (1848-1933), artista designer
- Juan Trippe (1899-1981), imprenditore
- William M. Tweed (1823-1878), politico

### Italiani e italo-americani
- Albert Anastasia (1902-1957), padrino della Mafia
- Joe Barone (1966-2024), dirigente sportivo italiano naturalizzato statunitense
- Nestore Corradi (1811-1891), scultore, miniaturista e scenografo italo-americano
- Virgilia D'Andrea (1888-1933), anarchica e poetessa italiana
- Lorenzo Da Ponte (1749-1838), librettista di Mozart
- Edward Ferrero (1831-1899), generale statunitense della guerra civile e coreografo
- Francis Barretto Spinola (1821-1891), primo deputato di origini italiane in USA
- Joseph N. Gallo (1912-1995), gangster
- Crazy Joe Gallo (1929-1972), gangster
- Piero Maroncelli (1795-1846), patriota, musicista e scrittore (in seguito i suoi resti furono riportati in Italia per riposare nel cimitero monumentale di Forlì)
- Amelia Merello (la tomba è tra le più famose del cimitero)
- Johnny Torrio (1882-1957), gangster
- Battista Ugo (1876-1916), artista circense
- Adelida Volta (la tomba è tra le più famose del cimitero)